# Mattia Bottolo
Mattia Bottolo (Bassano del Grappa, 3 gennaio 2000) è un pallavolista italiano, schiacciatore della Lube.

## Carriera

### Club
La carriera di Mattia Bottolo inizia nel 2015 nel Bassano, in Prima Divisione. Nella stagione 2016-17 viene ingaggiato dal Padova, militando nella squadra che disputa la Serie C, mentre nell'annata successiva è in Serie B: viene promosso in prima squadra a partire dalla stagione 2019-20, in Superlega.
Nella stagione 2022-23 si accasa alla Lube, sempre nella massima divisione italiana, con cui vince la Coppa Italia 2024-25.

### Nazionale
Nel 2018 viene convocato nella nazionale italiana under 20.
Nel 2021 ottiene le prime convocazioni nella nazionale maggiore, conquistando, nello stesso anno, la medaglia d'oro al campionato europeo. Nel 2022 dopo si aggiudica ancora un oro al campionato mondiale, nel 2023 quella d'argento al campionato continentale e nel 2025 quella d'argento alla Volleyball Nations League.

## Palmarès

### Club
- Coppa Italia: 1

2024-25

### Nazionale (competizioni minori)
- Memorial Hubert Wagner 2023